# Договоры Османской империи
Ниже представлен список основных договоров Османской империи.
| Год  | Название                                  | Основные участники (кроме Османской империи)                                          |
| ---- | ----------------------------------------- | ------------------------------------------------------------------------------------- |
| 1403 | Византийско-османский договор (1403)      | Византийская империя и Венецианская республика                                        |
| 1411 | Договор в Селимврии                       | Венецианская республика                                                               |
| 1419 | Османо-венецианский мирный договор (1419) | Венецианская республика                                                               |
| 1444 | Сегедский мирный договор                  | Королевство Венгрия                                                                   |
| 1454 | Константинопольский договор (1454)        | Венецианская республика                                                               |
| 1479 | Константинопольский договор (1479)        | Венецианская республика                                                               |
| 1533 | Константинопольский договор (1533)        | Священная Римская империя                                                             |
| 1536 | Франко-турецкий договор (1536)            | Королевство Франция                                                                   |
| 1547 | Адрианопольское перемирие (1547)          | Священная Римская империя                                                             |
| 1555 | Амасийский договор                        | Сефевидская империя                                                                   |
| 1568 | Адрианопольский мир (1568)                | Священная Римская империя                                                             |
| 1590 | Константинопольский договор (1590)        | Сефевидская империя                                                                   |
| 1606 | Житваторокский мир                        | Священная Римская империя                                                             |
| 1612 | Договор Насух-паши                        | Сефевидская империя                                                                   |
| 1617 | Мир в Буше                                | Речь Посполитая                                                                       |
| 1618 | Серавский мир                             | Сефевидская империя                                                                   |
| 1621 | Хотинский мирный договор                  | Речь Посполитая                                                                       |
| 1639 | Зухабский мир                             | Сефевидская империя                                                                   |
| 1664 | Вашварский мир                            | Речь Посполитая                                                                       |
| 1672 | Бучачский мир                             | Речь Посполитая                                                                       |
| 1676 | Журавенский договор                       | Речь Посполитая                                                                       |
| 1681 | Бахчисарайский мирный договор             | Русское царство                                                                       |
| 1699 | Карловицкий мирный договор                | Священная Римская империя, Речь Посполитая, Венецианская республика                   |
| 1700 | Константинопольский договор (1700)        | Русское царство                                                                       |
| 1711 | Прутский мир                              | Русское царство                                                                       |
| 1718 | Пожаревацкий мир                          | Священная Римская империя, Венецианская республика                                    |
| 1724 | Константинопольский договор (1724)        | Российская империя                                                                    |
| 1732 | Договор Ахмет-паши                        | Сефевидская империя                                                                   |
| 1736 | Константинопольский договор (1736)        | Афшаридская Персия                                                                    |
| 1739 | Белградский мирный договор                | Габсбургская монархия                                                                 |
| 1739 | Нишский договор (1739)                    | Российская империя                                                                    |
| 1746 | Керденский договор                        | Афшаридская Персия                                                                    |
| 1774 | Кючук-Кайнарджийский мирный договор       | Российская империя                                                                    |
| 1779 | Айналы-Кавакская конвенция                | Российская империя                                                                    |
| 1791 | Систовский мир                            | Священная Римская империя                                                             |
| 1792 | Ясский мирный договор                     | Российская империя                                                                    |
| 1795 | Договор с Алжиром (1795)                  | США                                                                                   |
| 1796 | Договор в Триполи                         | США                                                                                   |
| 1797 | Договор с Тунисом (1797)                  | США                                                                                   |
| 1799 | Константинопольские союзные договоры      | Российская империя                                                                    |
| 1800 | Конвенция в Эль-Арише                     | Первая Французская империя                                                            |
| 1802 | Парижский договор (1802)                  | Первая Французская империя                                                            |
| 1805 | Договор в Триполи (1805)                  | США                                                                                   |
| 1807 | Ичков мир                                 | Революционная Сербия                                                                  |
| 1809 | Дардaнельский мир                         | Британская империя                                                                    |
| 1812 | Бухарестский мирный договор (1812)        | Российская империя                                                                    |
| 1823 | Эрзурумский мир                           | Каджарский Иран                                                                       |
| 1826 | Аккерманская конвенция                    | Российская империя                                                                    |
| 1829 | Адрианопольский мирный договор (1829)     | Российская империя                                                                    |
| 1832 | Константинополь (1832)                    | Британская империя, Королевство Франция, Российская империя                           |
| 1833 | Ункяр-Искелесийский договор               | Российская империя                                                                    |
| 1833 | Кутайя                                    | Египетский эялет (номинальный вассал Османской империи)                               |
| 1838 | Балталиман                                | Британская империя                                                                    |
| 1840 | Лондон (1840)                             | Британская империя, Российская империя, Германия, Австро-Венгрия                      |
| 1841 | Лондонская конвенция о проливах           | Британская империя, Российская империя, Королевство Франция, Германия, Австро-Венгрия |
| 1847 | Эрзерум (1847)                            | Каджарский Иран                                                                       |
| 1856 | Париж (1856)                              | Российская империя, Британская империя, Королевство Франция, Королевство Сардиния     |
| 1862 | Шкодер                                    | Черногория (номинальный вассал Османской империи)                                     |
| 1878 | Сан-Стефано                               | Российская империя                                                                    |
| 1878 | Берлин (1878)                             | Российская империя                                                                    |
| 1878 | Кипр                                      | Британская империя                                                                    |
| 1881 | Константинопольская конвенция (1881)      | Греция                                                                                |
| 1886 | Топханенский акт                          | Болгария                                                                              |
| 1897 | Константинополь (1897)                    | Греция                                                                                |
| 1911 | Даан                                      | Йемен                                                                                 |
| 1912 | Лозанна                                   | Италия                                                                                |
| 1913 | Лондон (1913)                             | Балканский союз (Сербия, Черногория, Болгария, Греция)                                |
| 1913 | Константинополь (1913)                    | Болгария                                                                              |
| 1913 | Афины                                     | Греция                                                                                |
| 1913 | Лондонский мирный договор (1913)          | Британская империя                                                                    |
| 1914 | Соглашение об армянских реформах          | Российская Империя                                                                    |
| 1917 | Эрзинджан                                 | Российская СФСР                                                                       |
| 1918 | Брест-Литовск                             | Российская СФСР, Германия, Австро-Венгрия                                             |
| 1918 | Трапезундские переговоры                  | Закавказский сейм                                                                     |
| 1918 | Батумская мирная конференция              | Закавказская демократическая федеративная республика                                  |
| 1918 | Мудрос                                    | Британская империя                                                                    |
| 1920 | Севр                                      | Союзники (Британская империя, Франция, Италия и другие)                               |